# Elektromotorenprüfstand
Ein Elektromotorenprüfstand ist ein Prüfstand zum reproduzierbaren Testen von Elektromotoren. Neben der mechanischen Ausführung, besteht ein Elektromotorenprüfstand aus Messsystemen, Sensoren und einer Anwendungssoftware. Die zur Steuerung und Überwachung der Prüflinge verwendeten Bussysteme werden mit in das Prüfungssystem einbezogen. 
Es gibt verschiedene Arten von Prüfständen: Entwicklungsprüfstand, Dauerlaufprüfstand, End of Line Prüfstand, HiL Prüfstand.

## Allgemein
Prüfungen von Elektromotoren sollen in der Regel Kennlinienpunkte oder gesamte Kennlinien ermitteln. Es gibt aber auch noch weitere Prüfungen, die das elektromagnetische Verhalten des Prüflings charakterisieren, wie z. B. generatorische Messung, Messung des Rastmoments oder die Auslaufmessung.

## Arbeitsweise

### Klassische Prüfung
Beinhaltet einen Prüfaufbau mit Lastmaschine, Kupplung und Drehmomentmesswelle. Eine von außen aufgebrachte Last belastet den Motor. Mit dieser Methode lassen sich einfache Kennwerte direkt messtechnisch erfassen und abgeleitete Größen berechnen. Aus dem Eingangsstrom und der Eingangsspannung lässt sich die aufgenommene Leistung berechnen. Ebenso kann man aus den Ausgangsgrößen Drehzahl und Drehmoment die mechanisch abgegebene Leistung und damit den Wirkungsgrad ermitteln.
Vorteile
- Messung für unterschiedliche Motortypen realisierbar
- Keine Änderung des Prüfalgorithmus notwendig
- Nach der Adaption sind weitere Prüfungen einfach zu realisieren

Nachteile
- Modifikation der Mechanik für jede Motor- oder Wellenänderung notwendig
- Systematische Fehler im Prüfablauf möglich, wenn die Prüfungen falsch parametriert werden
- Zeitaufwendige Adaption der Prüflinge an den Prüfstand vor der Prüfung

### Parameteridentifikationsverfahren
Benutzen die Trägheit des Prüflings als Last, um die Kennlinie dynamisch zu durchfahren.
Prüfung von Elektromotoren ohne mechanische Kopplung und ohne Messung von Drehmoment und Drehzahl. Die Prüfung erfolgt über die Klemmgrößen Spannung und Strom. Die Kenngrößen werden mit Hilfe von mathematischen Modellen bestimmt.
Vorteile
- Einfacher Aufbau
- Schnelles Prüfverfahren
- Keine Adaption für unterschiedliche Motortypen notwendig
- Nur Strom und Spannung werden gemessen
- Keine Messung mechanischer Größen

Nachteile
- Modelladaption für abweichende Motortypen
- Kein statischer Betrieb mit Last möglich. Es können daher verschiedene Prüfungen wie Validierung eines Rotortemperaturmodells nicht geführt werden.

### Andere Prüfungen
Geräuschanalyse
Eine Geräuschanalyse erfolgt mittels einer geeigneten Anregefunktion. Die Testfunktion wird dabei so gewählt, dass alle Kräfte, die Geräusche erzeugen, mittels eines Geräuschaufnehmers analysiert werden. Die am häufigsten auftretenden Quellen von Geräuschen sind dabei: Wälzlager, Kommutator und elektrische Kräfte.
Generatorische Messung
Erregte und angetriebene elektrische Maschinen induzieren eine Spannung. Diese ist an den Anschlussleitungen der Maschine messbar. Hierbei gilt:
Uinduziert proportional zur Drehzahl und Uinduziert ist proportional der Erregung. Aus dem Verlauf der induzierten Spannung erhält man Auskunft über die Güte der Wicklungen und die Ausprägung der Erregung über den Umfang der Spule. Die Messung der induzierten Spannung stellt eine einfache Methode zur Diagnose des elektromagnetischen Verhaltens des Prüflings dar.
Messung des Rastmoments
In elektrisch rotierenden Maschinen entspricht die Anzahl der Pole im Rotor multipliziert mit der Anzahl der Stränge im Stator den bevorzugten stabilen Lagen, in die sich der Rotor bewegt. Die Größe der Rastmomente wird durch den Aufbau beeinflusst.
Unabhängig von der Art der Messung treibt die Lastmaschine den stromlosen Prüfling an. Das Rastmoment wird mit einer Drehmomentmesswelle zwischen Prüfling und Lastmaschine gemessen.
Das Rastmoment kann auf zwei Unterschiedliche Arten bestimmt werden.
- Messung des Rastmoments bei Schleichdrehzahl
- Messung des Rastmoments mit einer Lageregelung. Für beide Messungen wird eine aktive Lastmaschine benötigt, die den Prüfling antreibt.
Magnetische Flusscharakterisierung
Elektrische Maschinen in Traktionsanwendungen (z. B. in Elektrofahrzeugen oder in elektrischen Fluggeräten) unterscheiden sich gegenüber klassischen stationären Maschinen insbesondere in ihrem magnetischen Verhalten. Bei elektrischen Maschinen im mobilen Einsatz spielen besonders das Gewicht und der Bauraum eine große Rolle. Zur Optimierung beider Größen werden diese Maschinen mit sehr großer magnetischen Flussdichte ausgelegt. Sie werden also magnetisch stark sättigend betrieben. Eine Folge hieraus ist, dass die Parameteridentifikation und die davon abgeleitete Regelung deutlich komplexer ist. Die Parameteridentifikation erfolgt über eine so genannte Flusscharakterisierung, bei der die Maschine durch Vorgabe verschiedener Stromkombinationen in alle im Betrieb auftretenden Arbeitspunkte gebracht wird. Hieraus kann dann das magnetische Verhalten ermittelt werden. Dies geschieht häufig vollautomatisiert.